# Торопцев, Иван Григорьевич
Ива́н Григо́рьевич То́ропцев (10 сентября 1901, Моховое, Воронежская губерния, Российская империя — 10 сентября 1942, Закавказский фронт, СССР) — советский военачальник, полковник (1938).

## Биография
Родился в селе Моховое, ныне в Аннинском районе Воронежской области России в семье крестьянина. Русский.
Отец — Торопцев Григорий Антонович (1882—1967), с. Моховое.
Мать — Подлесных Ульяна Савельевна (1887—1969), с. Моховое.

### Гражданская война
19 июля 1919 года был призван в РККА Бобровским уездным военкоматом и направлен в Воронежский маршевый (караульный) батальон. После прохождения курса краткосрочной подготовки он был зачислен в Алексеевский Московский полк, с которым в конце 1919 года участвовал в боях на Южном фронте в районах Великоархангельское и Калач Воронежской губернии. В начале 1920 года заболел тифом и в течение четырёх месяцев находился на лечении. По выздоровлении он был направлен в 22-й запасной Воронежский полк, с которым в августе убыл на Врангелевский фронт. Доехав до города Каменск Донской области полк был переформирован в 50-й запасной полк Южного фронта. В его составе Торопцев прослужил до марта 1921 года, затем был переведён санитаром в 190-й госпиталь. Через полтора месяца заболел цингой и был отпущен по болезни в отпуск.

### Межвоенные годы
В конце июля 1921 года был направлен Бобровским уездным военкоматом на 27-е пехотные пулемётные курсы в город Орёл. 1 сентября того же года окончил их на отделенного командира и в ноябре направлен в 19-ю стрелковую дивизию МВО. Здесь проходил службу в 55-м стрелковом полку в городе Воронеж, занимал должности начальника пулемёта, командира взвода, врид командира пулемётной роты. С октября 1924 года по август 1925 года находился на учёбе во 2-й Московской пехотной школе им. М. Ю. Ашенбреннера (повторное отделение). По окончании вернулся в полк и проходил службу командиром пулемётной роты, помощником командира и врид командира батальона, командиром караульного батальона, командиром стрелкового батальона. 17 февраля 1930 года убыл в распоряжение начальника курсов усовершенствования при Школе зенитной артиллерии РККА. В мае 1931 года окончил пулемётное отделение доподготовки этих курсов и по возвращении в полк принял командование пулемётным батальоном. В октябре того же года Торопцев переведён в Кинешемский стрелковый полк на должность начальника полковой школы. В апреле 1932 года направлен по учёбе в Военную академию РККА им. М. В. Фрунзе. В мае 1936 года окончил её по 1-му разряду и был назначен начальником 2-го (разведывательного) отделения штаба 36-й Забайкальской стрелковой дивизии ЗабВО. В сентябре — ноябре 1937 года и. д. начальника разведывательного отдела штаба 57-го особого корпуса, затем вернулся в дивизию и был назначен начальником штаба 108-го стрелкового полка. С декабря 1937 г. и. д. пом. начальника, а с мая 1938 г. — начальника 1-го отделения 1-го отдела штаба ЗабВО. В августе 1938 года назначен начальником 1-го отдела штаба округа. В конце апреля 1939 года полковник Торопцев был переведён на должность заместителя начальника штаба ПриВО. С марта 1940 года занимал должность начальника 1-го отдела Управления устройства и службы войск Главного управления Красной армии, с 16 августа того же года временно и. д. заместителя начальника 2-го отдела Организационного управления Генерального штаба Красной армии. Приказом НКО СССР от 23 декабря 1940 года назначен начальником штаба 157-й стрелковой дивизии Северо-Кавказского ВО.

### Великая Отечественная война
В начале войны в той же должности. С 22 июня 1941 года 157-я стрелковая дивизия, находясь в резерве Ставки ГК, готовила оборонительный рубеж по Черноморскому побережью на участке Тамань, Анапа, Новороссийск, Геленджик, Береговая. 27 августа 1941 года с должности начальника штаба этой дивизии Торопцев был назначен командиром 3-й Крымской моторизованной дивизии, находившейся на формировании в 51-й отдельной армии в городе Симферополь. 30 августа в виду организации обороны важнейших центров Крыма приказом генерал-полковника Ф. И. Кузнецова Торопцев назначен комендантом Симферопольского укреплённого района . На него была возложена ответственность за рекогносцировку и разбивку противотанковых и противопехотных препятствий.
В первой половине октября 1941 года эта дивизия была переформирована в 172-ю стрелковую. В сентябре — октябре её части в составе той же 51-й отдельной армии (со 2 октября — 51-я армия Южного фронта) участвовали в Крымской оборонительной операции, в тяжёлых оборонительных боях за город Севастополь. За большие потери в боях на Крымском полуострове среди прочих военачальников, как отмечают некоторые исследователи, незаслуженно был снят с должности и Торопцев, бывший одним из тех, кто первым принял на себя удар противника.
28 октября 1941 года Торопцев был назначен заместителем командира 157-й стрелковой дивизии. В это время её части, ведя арьергардные бои, прикрывали отход войск 51-й армии на Ак-Монайские позиции. В ходе их дивизия понесла большие потери, в стрелковых полках насчитывалось всего по 450—500 активных штыков. До середины ноября остатки дивизии вели упорные бои на подступах к городу Керчь. 16 ноября 1941 года дивизия по приказу командования 51-й армии была переправлена на Таманский полуостров. 30 ноября 1941 года Торопцев убыл на должность командира 271-й стрелковой дивизии, находившейся на формировании в СКВО. С формированием дивизии справился хорошо, имел положительные характеристики. В марте 1942 года дивизия была направлена на Крымский фронт в 47-ю армию. В её составе вела ожесточённые оборонительные бои на Керченском полуострове. После упорных боёв и разгрома Крымского фронта в ходе операции "Охота на дроф" в середине мая дивизия в составе армии была эвакуирована на Таманский полуостров, где вошла в состав Северо-Кавказского фронта. Приказом по войскам фронта от 2 июня 1942 года полковник Торопцев был допущен к и. д. командира 77-й стрелковой дивизии, входившей в состав этой же 47-й армии. До 11 августа 1942 года она обороняла побережье Таманского полуострова. 12 августа дивизия сдала боевой участок частям морской пехоты и выступила в район Новороссийска. Противник к этому времени занял город Краснодар и развивал успех в направлении Новороссийска. С 19 августа 1942 года части дивизии в составе той же армии Новороссийского оборонительного района, затем Черноморской группы войск Закавказского фронта (с 5 сентября) участвовали в Новороссийской оборонительной операции. В ходе её 10 сентября 1942 года полковник Торопцев покончил жизнь самоубийством.
Генерал П. И. Батов в своих мемуарах упоминал о Торопцеве как о прекрасном офицере, обладающем мастерством и мужеством.